# 張沆
张沆（？—952年12月2日），字太元，徐州人，五代十国后唐、后晋、后汉、后周官员，父亲张严，本州牙将。
张沆年少好学，攻词赋，登进士第。唐明宗子秦王李从荣好学。集会宾僚，亲自出题，令面前赋诗，稍不如意，就撕毁扔掉。张沆前去拜见，秦王令座客各写《南湖厅记》，写成后，独取张沆所作刻石纪念，署为河南府巡官。秦王遇害，张沆勒归乡里。石敬瑭即位，桑維翰秉政，张沆以文章被赏识，历任著作佐郎、集贤校理、右拾遗。桑维翰出镇，张沆为记室。桑维翰入朝，张沆担任殿中侍御史。一年后，自侍御史改任祠部员外郎知制诰，召入翰林为学士。桑维翰罢相，冯玉用事，不想让张沆居禁中，改任右谏议大夫，罢职。张沆熟读文史，好搜集生僻典故，官府文书，不时出一联以炫耀奇笔，不为冯玉所看重。刘知远即位，张沆转任右常侍，再任学士，不久，转任工部尚书充职。次年，以营奉葬事请求解职，改任礼部尚书。归朝后，还任学士。他虽有耳病，还是出入宫门五六年。汉隐帝末年，杨邠、史弘肇被汉隐帝杀死，次日，张沆方知，还不清楚，问同僚说：“听说盗贼杀史公，盗贼抓获了吗？”当时京师氛围恐怖，但听到他的话，都笑了。郭威即位后，以张沆耳病罢职，改为刑部尚书。广顺二年秋，命他为故齐王高行周册赠使，复命时于十一月十三乙丑日（952年12月2日）去世。赠太子少保。有士人申光逊，与张沆友善，张沆未病时，申光逊梦见张沆亲手取出小佛塔给他看，看见其上有诗十四字：“今生不见故人面，明月高高上翠楼。”申光逊醒来，心中厌烦，不久听说张沆去世。张沆儒雅，好佛教，虽久居官位，家无余财，去世时，图书之外，只有出使郓州之资。嗣子尚幼，亲友怕他耗散，上言太祖郭威，郭威令三司差人主葬，剩下的钱买邸舍，养他的其孤儿。